# 3891-es busz
A 3891-es jelzésű autóbuszvonal egy, az Olaszliszka-Tolcsva vasútállomás és Háromhuta között húzódó helyközi vonal, amelyet a Volánbusz Zrt. üzemeltet Komlóska érintésével.

## Útvonala
Az Olaszliszka-Tolcsva vasútállomásról indul. A Vámosújfaluban található állomást északi irányban hagyja el, keresztezi a 37-es főútat, majd a 3716-os mellékúton halad. Első település Tolcsva, melynek fordulójánál nem egy járat végállomásozik. Ezt követi Erdőhorváti, ahonnét a 3 kilométerre elhelyezkedő Komlóska érhető el, ide is érkeznek fordák a nap folyamán. Már a Zempléni-hegységben tartózkodik, annak szívében bújik meg Háromhuta, melynek mind a három településrésze érintett: Óhuta, Középhuta és Újhuta is. Újhután végállomásozik.
Ellentétes irányban útvonala változatlan.

## Közlekedése
Indításszáma magas, a vonalon kívül a Sárospatak – Háromhuta viszonylaton közlekedő 3884-es buszok szolgálják ki a megye ezen részét. Az Olaszliszka-Tolcsva vasútállomáson vasúti csatlakozás biztosított Szerencs/Miskolc/Budapest és Sátoraljaújhely felé és felől.
| Viszonylat                                      | Indításszám     | Közlekedési rend          |
| ----------------------------------------------- | --------------- | ------------------------- |
| Olaszliszka-Tolcsva vá. – Tolcsva, aut. ford.   | 3 pár           | munkanapokon              |
| Olaszliszka-Tolcsva vá. – Tolcsva, aut. ford.   | 2 oda           | hétvégén                  |
| Olaszliszka-Tolcsva vá. – Erdőhorváti, templom  | 3 oda, 2 vissza | tanítási napokon          |
| Olaszliszka-Tolcsva vá. – Erdőhorváti, templom  | 4 oda, 3 vissza | tanszünetben munkanapokon |
| Olaszliszka-Tolcsva vá. – Erdőhorváti, templom  | 1 pár           | hétvégén                  |
| Olaszliszka-Tolcsva vá. – Komlóska, községi kút | 3 oda, 4 vissza | tanítási napokon          |
| Olaszliszka-Tolcsva vá. – Komlóska, községi kút | 3 oda, 2 vissza | tanszünetben munkanapokon |
| Olaszliszka-Tolcsva vá. – Komlóska, községi kút | 1 pár           | szabadnapokon             |
| Olaszliszka-Tolcsva vá. – Komlóska, községi kút | 2 pár           | munkaszüneti napokon      |
| Olaszliszka-Tolcsva vá. – Háromhuta, aut. ford. | 3 pár           | munkanapokon              |
| Olaszliszka-Tolcsva vá. – Háromhuta, aut. ford. | 3 pár           | szabadnapokon             |
| Olaszliszka-Tolcsva vá. – Háromhuta, aut. ford. | 4 pár           | munkaszüneti napokon      |

## Megállóhelyei
| 0                              | Olaszliszka-Tolcsva vasútállomás végállomás    | 0.0 km  | 1449 3868, 3881, 3884, 3885, 3890 Füzér InterCity, Zemplén InterCity, személyvonat – Olaszliszka-Tolcsva [80.] |
| 1                              | Vámosújfalu, vegyesbolt                        | 0.4 km  | 1449 3729, 3881, 3884, 3885                                                                                    |
| 2                              | Tolcsva, állami gazdaság borkombinát           | 2.5 km  | 3729, 3884 |
| 3                              | Tolcsva, községháza                            | 3.2 km  | 3729, 3868, 3884                                                                                               |
| 4                              | Tolcsva, vegyesbolt                            | 3.9 km  | 3729, 3868, 3884                                                                                               |
| Az itt végállomásozók érintik. |                                                |         | |
| ∫                              | Tolcsva, autóbusz-forduló vonalközi végállomás | ∫       | 3729, 3868, 3884                                                                                               |
| 5                              | Erdőhorváti, Kassai utca 18.                   | 7.1 km  | 3884 |
| 6                              | Erdőhorváti, templom vonalközi végállomás      | 7.5 km  | 3884 |
| Naponta 3 indítás nem érinti.  |                                                |         | |
| 7                              | Erdőhorváti, Egres utca                        | 8.1 km  | 3884 |
| 8                              | Komlóska, erdészház                            | 11.1 km | 3884 |
| 9                              | Komlóska, községi kút vonalközi végállomás     | 11.9 km | 3884 |
| 10                             | Komlóska, erdészház                            | 12.7 km | 3884 |
| 11                             | Erdőhorváti, Egres utca                        | 15.7 km | 3884 |
| 12                             | Erdőhorváti, templom vonalközi végállomás      | 16.3 km | 3884 |
| 13                             | Erdőhorváti, Kassai utca 128.                  | 16.9 km | 3884 |
| 14                             | Máriamajor                                     | 19.2 km | 3884 |
| 15                             | Háromhuta, Erdészet utca 1.                    | 22.8 km | 3884 |
| 16                             | Háromhuta-Óhuta elágazás                       | 23.3 km | 3884 |
| Naponta 3 indítás nem érinti.  |                                                |         | |
| 17                             | Háromhuta-Óhuta, Rákóczi utca                  | 24.4 km | 3884 |
| 18                             | Háromhuta-Óhuta elágazás                       | 25.5 km | 3884 |
| 19                             | Háromhuta-Középhuta, templom                   | 27.3 km | 3884 |
| 20                             | Háromhuta-Újhuta, autóbusz-forduló végállomás  | 29.2 km | 3884 |